# ووهلمیرشتدت
ووهلمیرشتدت (به آلمانی: Wohlmirstedt) یک منطقهٔ مسکونی در آلمان است که در کایزرپفالتس (زاکسونی)-آنهالت واقع شده‌است. ووهلمیرشتدت  ۹۴۴ نفر جمعیت دارد.